# Phnom Dei
Phnom Dei es una colina elevada de 272 m de altura, cerca de Siem Reap, en el país asiático de Camboya.
Phnom Dei se encuentra al suroeste de la Banteay Srei, uno de los principales templos de Angkor, y al sur de Phnom Kulen. Es parte del complejo del templo de Angkor, el área que fue la capital del Imperio Jemer.
Hay un templo en la cima de la colina. Fue construido durante el reinado del rey Yasovarman I (889-910 dC).
Phnom Dei es uno de los templos construidos en colinas durante el reinado de ese monarca, siendo los otros Phnom Bakheng, Phnom Bok y Phnom Krom.